# Tante Kaat
Tante Kaat, pseudoniem van Elma Dalhuijsen-Nuis (Haarlemmermeer), is een Nederlands schrijver en mediapersoonlijkheid, die vooral bekend is om haar huishoudelijke tips, waarmee ze in verschillende media verschijnt. Het begrip ‘De Gouden Raad van Tante Kaat’ is in Vlaanderen spreekwoordelijk geworden.

## Biografie
Elma Dalhuijsen-Nuis werd geboren in Haarlemmermeer, Nederland, maar woont sinds 1972 in België. Zij is getrouwd, heeft een zoon en een dochter en inmiddels ook al kleinkinderen.

## Carrière
Van 1969 tot 1972 heeft Elma Dalhuijsen gewoond en gewerkt in Zuid-Afrika. In 1980 werd zij leerkracht beeldende vorming op de Burgemeester Marnix School in het Belgische Schoten. Ze gaf er les tot 1997.

### Media
Naast het leven als leerkracht, werd Elma Dalhuijsen medewerkster in verschillende media en ze doet dit nog steeds.

#### Radio
Sinds 1987 werkt ze mee aan verschillende programma’s op Radio 2 (Vlaanderen): Hoop doet Leven, Soes, Huisraad en de Madammen. In 1989 had Tante Kaat een rubriek in het consumentenprogramma Per slot van rekening op TV1.

#### Televisie
In het programma Superhuisvrouw op VIJFtv en VT4 was Tante Kaat actief van 2006 tot 2009 en in 2007 was Mama staakt – Tante Kaat waakt te zien op VIJFtv. In 2010 had ze een rubriek in het VT4-programma Vlaanderen Vandaag.
Tante Kaat is, naast het radio- en tv-landschap, ook actief in magazines. Ze heeft een wekelijkse rubriek in TV-Familie (sinds 1997) en Primo-TVgids (sinds 2003).
In het voorjaar van 2009 maakte Tante Kaat een internetspot voor de Orde van de Vlaamse Balies. Zij werkte ook mee aan enkele dvd's. De dvd met energietips werd uitgebracht in de zomer van 2008, in samenwerking met het Vlaams Energie Agentschap. Een volgende dvd kwam er in de zomer van 2009. Tante Kaat geeft er, in samenwerking met Stad Antwerpen en Steven Vromman, eco- en energietips voor klimaatwijken en ecostraten.

### Auteur
In het begin van de jaren 90 begon ze met het schrijven van boeken en in 1993 verscheen het eerste exemplaar. In deze boeken geeft Tante Kaat raad en oplossingen voor alledaagse, huishoudelijke probleempjes. Haar negende bestseller De Gouden Raad van Tante Kaat Compleet is uitgekomen in oktober 2010.
Tante Kaat is al een paar jaar ambassadrice van het Ecohuis op de Turnhoutsebaan in Antwerpen, van Ecodor een ecologische geurbestrijder, en zij is meter van BUSO-school ’t Lommert in Schoten.
In 2020 verscheen er een reeks boekjes bij Dag Allemaal & Primo, waar Tante Kaat vier weken op rij haar beste tips meegaf aan de lezers. De thema's bestonden uit: Keuken, Badkamer, Woon- en slaapkamer & Garage en buiten. In 2021 verscheen er een nieuwe reeks van deze boekjes.
Naar aanleiding van 35 jaar Tante Kaat, kwam er in 2024 de jubileumeditie van 'De Gouden Raad van Tante Kaat' uit. Hierin werden de beste schoonmaak-, onderhoud– en huishoudtips van de afgelopen 35 jaar aangevuld met allerlei nieuwe tips.

### Politiek
In 2024 stapte ze in de lokale politiek. Bij de lokale verkiezingen van 2024 stond ze op de CD&V Plus-lijst in Schoten. Ze werd echter niet verkozen.

### Boeken
- De Gouden Raad van Tante Kaat (1993)
- Nog meer Gouden Raad (1995)
- De Ultieme Gouden Raad (1997)
- Op kot met Tante Kaat (1998)
- Zo zit dat zegt Tante Kaat (1999)
- Tip Top met Tante Kaat (2001)
- Op schoot met Tante Kaat (2003)
- De Groenste Raad van Tante Kaat (2007)
- De Gouden Raad van Tante Kaat – Compleet (oktober 2010)
- Tante Kaat de Huishoudmanager (oktober 2012)
- De Gouden raad van Tante Kaat: 300 pagina's smetvrije en ecologische schoonmaaktips (2020)
- Jubileumeditie 'De Gouden Raad van Tante Kaat' (2024)